# شونوالد (براندنبورگ)
شونوالد (به آلمانی: Schönwald) یک شهر در آلمان است که در دامه-اشپریوالد واقع شده‌است. شونوالد ۱٬۲۳۸ نفر جمعیت دارد.